# Rochester (Northumberland)
Rochester – wieś w Anglii, w hrabstwie Northumberland. Leży 54 km na północny zachód od miasta Newcastle upon Tyne i 442 km na północ od Londynu.